# Пчельникова, Светлана Валерьевна
Светла́на Вале́рьевна Пчельникова (род. 3 августа 1969 года, Москва) — российский художник, автор кукол, коллекционер, меценат. Лауреат Премии Правительства Российской Федерации в области культуры (2017).
Президент Международного объединения авторов кукол. Член Британской кукольной ассоциации (British Doll Artist Association, BDA). Член-патрон Национального американского института художников-кукольников (National Institute of American Doll Artists, NIADA).

## Биография
Светлана Валерьевна Пчельникова родилась 3 августа 1969 года в Москве. В 1997 году окончила кафедру математических методов в экономике экономико-математического факультета Российского экономического университета имени Г. В. Плеханова. В 2003 году окончила факультет переподготовки специалистов с высшим образованием Московского института культуры.
В 2006 году основала Международное объединение авторов кукол. Вскоре был создан благотворительный проект «Парад звёздных кукол — детям», который стал проводиться ежегодно с целью сбора средств в помощь нуждающимся в лечении детям.
В 2009 году Светлана создала галерею «Пространство кукол». В 2010 году основала Эстонский кукольный дом, а также проект «Сердечная кукла» в поддержку фонда Таллинской детской больницы. В 2012 году организовала проведение Международной выставки-фестиваля авторских кукол «NukuKunst» в Таллине, которая стала ежегодной.
Организатор Международного салона авторских кукол, проводящегося в Москве с 2009 года.
В 2013 году на канале «RT» вышел документальный фильм «Жизнь как чудо», посвящённый жизни Светланы и её семьи.
С 2016 года является организатором международного проекта «ART & DOLL Inter EXPO» в Амстердаме.
В 2016 году Пчельникова стала гостем передачи «Наедине со всеми».
В 2017 году Светлана стала лауреатом Премии Правительства Российской Федерации в области культуры за проект по воссозданию исторической коллекции кукол и игрушек из Александрийского дворца, принадлежащих детям императора Николая II.
Автор ряда книг-альбомов о куклах:
- 2010 — «Самые прекрасные куклы мира»
- 2011 — «Волшебные куклы Марины Бычковой»
- 2012 — «Другие куклы»
- 2013 — «Мужские куклы»
- 2014 — «Царские куклы»
- 2016 — «Искусство и куклы Европы: 10 лет DABIDA»

Издатель и главный редактор журнала «Мир кукол».

## Музейные проекты
- 2007—2009 — проект «Музыка, навеянная детством». Создание фарфоровых героев опер и балетов П. И. Чайковского для постоянной экспозиции в мезонине федерального музея-дома Чайковских в Удмуртии.
- 2009 — создание коллекции кукол для 200-летнего юбилея писателя Н. В. Гоголя в Государственном историческом музее в Москве.
- 2008—2013 — «Космическая семья кукол». Создание и передача коллекции в постоянную экспозицию Московского музея космонавтики.
- 2009-н.в. — создание и пополнение коллекции кукол и игрушек для постоянной экспозиции на детской половине Царскосельского (Александровского) дворца в государственном музее-заповеднике Царское Село[19].

## Семья
В 1989 году вышла замуж за промоутера боксёрских поединков Кирилла Пчельникова. У супругов трое детей — Анастасия, Иван, Мишель.